# 格奥尔基·卡尔洛夫
格奥尔基·亚历山德罗维奇·卡尔洛夫（羅馬化：Georgiy Aleksandrovich Karlov；1971年1月4日—）是俄罗斯政治人物，第六届、第七届和第八届国家杜马代表。
1991年至2001年，卡尔洛夫担任萨哈林州政府消费者市场、贸易和服务部的负责人。2004年至2005年，他任该州副州长。辞去职务后，他从事商业活动。2008年，他当选为萨哈林州杜马代表。2011年，他当选为萨哈林州选区第六届国家杜马代表。他分别于2016年和2021年再次当选第七届和第八届国家杜马议员。
2019年，格奥尔基·卡尔洛夫成为第七届国家杜马中第二富有的议员。

## 制裁
卡尔洛夫于2022年因俄乌战争而受到英国政府制裁。